# Скорбное бесчувствие
«Ско́рбное бесчу́вствие» — художественный фильм, поставленный режиссёром Александром Сокуровым по мотивам пьесы Бернарда Шоу «Дом, где разбиваются сердца». Автором сценария выступил Юрий Арабов. На широкий экран фильм вышел в декабре 1987 года (в титрах указан 1986 год).
По сюжету фильм представляет собой свободную фантазию.
Название кинокартины представляет собой дословный перевод средневекового медицинского диагноза лат. Anaesthesia dolorosa:

«Название этого фильма взято из области медицины. Как режиссёр я делал фильм о скорбном бесчувствии — болезни, которой болеет только человек. <…> О том, как трудно различить и почувствовать ту грань, за которой люди перестают болеть человеческими болезнями и заболевают как звери. Неизлечимо».
— А. Сокуров

## Сюжет
Первая мировая война. В доме старого капитана Шотовера появляются странные гости, а сам дом напоминает Ноев ковчег, где жизнь течёт по своим законам. Внешняя жизнь как бы и ни при чём: флирт, переходящий в глупость, любовная драма, скрывающая ненависть, боль и тоска в уплотняющейся до взрыва пустоте.

## В ролях
| Актёр                         | Роль        |
| ----------------------------- | ----------- |
| Рамаз Чхиквадзе               | Шотовер     |
| Алла Осипенко                 | Ариадна     |
| Татьяна Егорова (Отюгова)     | Гесиона     |
| Дмитрий Брянцев               | Гектор      |
| Владимир Заманский            | Мадзини     |
| Виктория Амитова (Юриздицкая) | Элли        |
| Илья Ривин                    | Менген      |
| Ирина Соколова                | Няня Гинесс |
| Вадим Жук                     | Доктор Найф |
| Андрей Решетин                | Рэнделл     |

## Производство
В 1983 году Государственный комитет Совета министров СССР по кинематографии (Госкино СССР) одобрил сценарий Юрия Арабова, и в том же году прошли основные съёмки фильма под первоначальным названием «Седьмая степень самосозерцания». Однако приказом директора «Ленфильма» В. Аксёнова от 20 декабря 1983 года почти готовый фильм был запрещён с формулировкой: «По отсмотренному материалу невозможно определить, каков будет идейно-художественный итог этой работы», и Александру Сокурову пришлось самостоятельно завершать съёмки основных недоснятых сцен. В 1985 году фильм был представлен на суд руководства Госкино, но разрешительное удостоверение получил в лишь 1987 году.

## Оценки
Российский культуролог Вадим Руднев охарактеризовал фильм как «первый и последний постмодернистский шедевр советского кино».